# Jón Sigurðsson

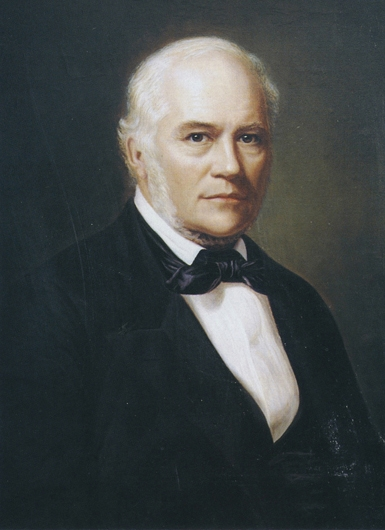
Portret van Jón Sigurðsson

Jón Sigurðsson (Hrafnseyri, 17 juni 1811 – Kopenhagen, 7 december 1879) was een IJslands politicus, filoloog en historicus. 
Hij was leider van de onafhankelijkheidsbeweging die zich sterk ontwikkelde door het groeiende nationale bewustzijn en het verzet tegen Denemarken in het begin van de 19e eeuw in IJsland.

## Biografie
Hij werd in 1811 geboren in Hrafnseyri, in het Westfjordengebied, als zoon van predikant Sigurður Jónsson. 
In 1833 verhuisde hij naar Denemarken om taalkunde en geschiedenis te gaan studeren aan de Universiteit van Kopenhagen, meer bepaald  aan het Arnamagnæan Instituut, waar zich toen de manuscripten van de IJslandse sagen bevonden. Hij werd nadien een expert op het gebied van de sagen en de gehele IJslandse geschiedenis. Hij behaalde nooit zijn diploma vanwege zijn groeiende belangstelling voor de politiek waarin hij al zijn tijd stak. 
In 1845 kwam hij weer terug naar IJsland waar hij tot parlementslid verkozen werd in de herstelde Alding, het parlement van IJsland, dat tot 1874 enkel als adviesorgaan fungeerde. Als parlementslid voerde hij ijverig strijd voor vergaande autonomie en constitutionele hervormingen, wat in 1874 resulteerde in een beperkte grondwet en wetgevende macht voor het parlement. 
Hij stierf in 1879 in Kopenhagen.
Zijn geboortedag, 17 juni, is thans de nationale feestdag in IJsland. Bovendien siert zijn beeltenis het biljet van 500 IJslandse kroon.